# Syro-malabarische Kirche

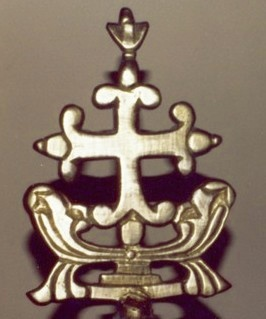
Syrisch-orthodoxes Kurishu oder Nasrani Menorah Kreuz der Knananiten

Die Syro-malabarische Katholische Kirche (auch Syro-malabar-katholische Kirche) ist eine mit Rom unierte Ostkirche in Indien. Sie ist den Thomaschristen zuzurechnen und verkörpert deren Stammkirche. Ihre Liturgie und ihr geistliches Leben folgen dem ostsyrischen (chaldäischen) Ritus. Sie umfasst ca. 4,5 Millionen Gläubige, die vorwiegend im südindischen Bundesstaat Kerala leben. Als Minderheit ist sie auch in anderen Teilen Indiens sowie in der internationalen Diaspora, u. a. in den Vereinigten Staaten, Australien, Großbritannien und Kanada, verbreitet. Geistliches Oberhaupt ist der Großerzbischof von Ernakulam-Angamaly mit Sitz in Kochi.

## Name

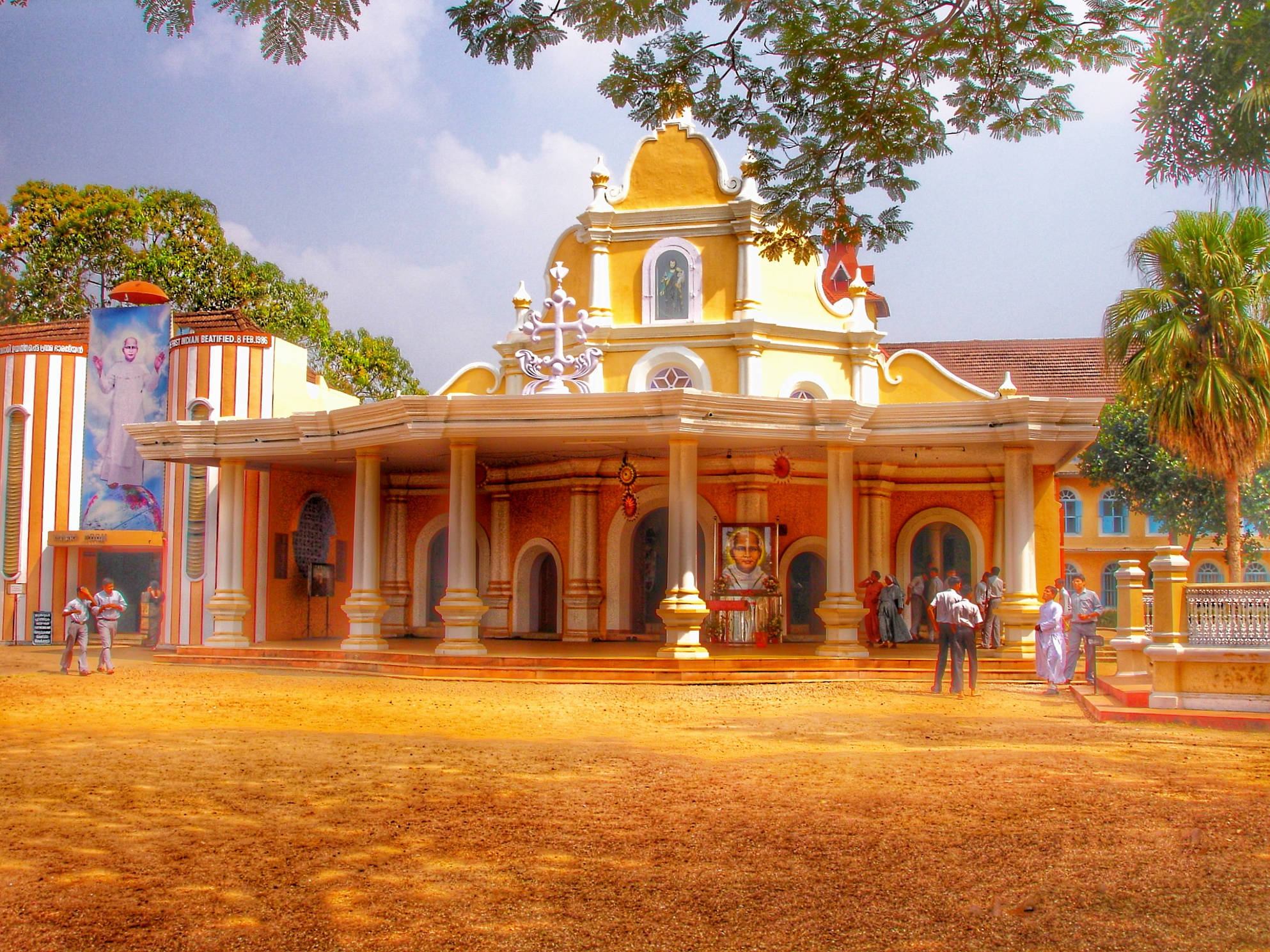
Syro-Malabarische Kirche in Mannam

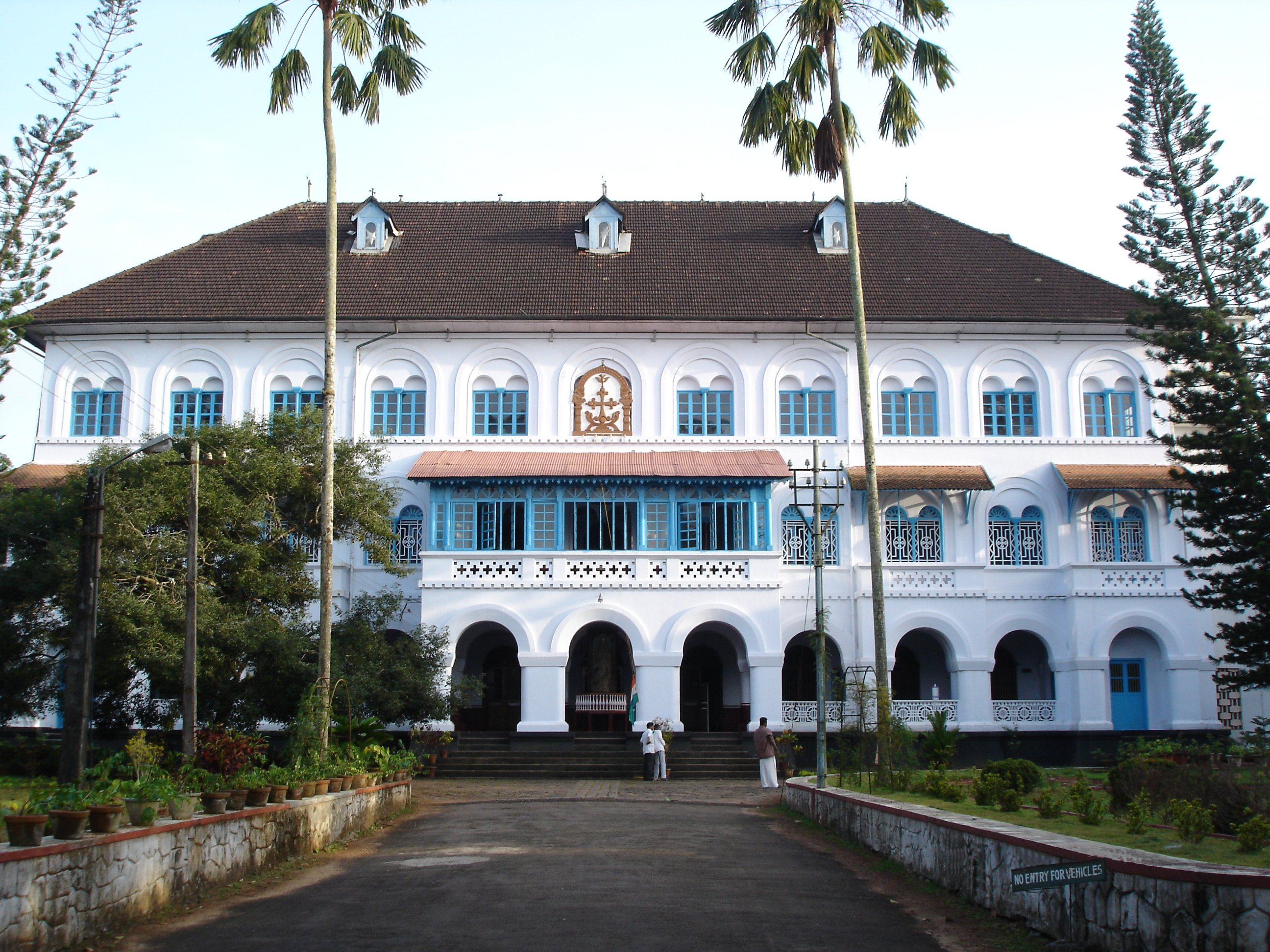
Residenz des Erzbischofs der Syro-Malabarischen Kirche in Changanassery (Kerala)

Die Benennung ist neuzeitlich und soll:
1. das [Haupt]Verbreitungsgebiet (siehe Malabar) benennen,
2. die historische Zugehörigkeit zum Christentum syrischer Tradition verdeutlichen,
3. zugleich aber jede aktuelle Bindung an die chaldäisch-katholische Kirche vermeiden.

## Gegenwart
Sie ist eine Kirche eigenen Rechts (ecclesia sui iuris) mit ca. 3,8 Millionen Mitgliedern und ist vor allem im indischen Bundesstaat Kerala, aber auch in den indischen Diözesen Bangalore, Delhi und Madras-Mylapore, sowie den USA, Kanada, Europa und der Golfregion verbreitet. Die syro-malabarische Kirche ist historisch, nicht aber kirchenrechtlich der indische Zweig der unierten Chaldäisch-Katholischen Kirche mit ostsyrischem Ritus.
Der nicht mit Rom unierte Zweig der Thomaschristen des ostsyrischen Ritus bildet die Metropolie von Malabar und Indien der Assyrischen Kirche des Ostens. Vor Ort ist sie auch unter dem Namen „Chaldean Syrian Church of the East“ bekannt. Ihre frühere Spaltung in Anhänger des Katholikos-Patriarchen Mar Shimun XXIII. und Altkalendarier unter den (Gegen-)Patriarchen Mar Thomas Darmo und Mar Addai II. wurde unter Katholikos-Patriarch Mar Dinkha IV. geheilt.
Neben der Syro-Malabarischen Kirche gibt es in Südindien weitere sechs Kirchen in der syrischen liturgischen Tradition, darunter die autokephale malankarische orthodox-syrische Kirche (auch indisch-orthodoxe Kirche), die malankarische syrisch-orthodoxe Kirche, letztere ein Zweig der syrisch-orthodoxen Kirche von Antiochien und die syro-malankarische katholische Kirche, alle mit westsyrischem Ritus, sowie die Mar-Thoma-Kirche, eine Ostkirche in Glaubens- und Kommuniongemeinschaft mit der Anglikanischen Kirche (s. Christliche Konfessionen in Kerala).

## Geschichte

### Frühe Christianisierung
Die Wurzeln der syro-malabarischen Kirche gehen auf den Apostel Thomas zurück, der Jerusalem im Jahr 40 n. Chr. verlassen haben soll und – nachdem er in den Jahren von 42 bis 49 die Völker des Nahen Ostens (heute Iran, der Irak, Afghanistan und Belutschistan) evangelisiert hatte – der Überlieferung gemäß im Jahre 53 nach Indien kam. Gemäß der lokalen Tradition reiste Thomas von 53 bis 60 entlang der südwestlichen Küste Indiens (damals Malabar, heute der Bundesstaat Kerala) und gelangte schließlich nach Madras, wo er von einem Speer tödlich getroffen wurde. Sein Grab wird dort heute noch verehrt. Die so von ihm gegründeten christlichen Kirchen betrachten ihn bis heute als ihren Gründer und spirituellen Vater und bezeichnen sich als „Töchter des hl. Thomas“ (sog. Thomaschristen). Die Bezeichnung „syro-malabarische Kirche“ entstand erst sehr spät. Sie wurde in amtlichen Dokumenten des Heiligen Stuhls verwendet, als man gegen Ende des 19. Jahrhunderts begann, einheimische Bischöfe zu ernennen.

### Entwicklung zur eigenständigen Kirche
Als außerhalb des römischen Reiches gelegene Kirche hatten diese indischen Christen über Jahrhunderte keinen Kontakt zur römischen Kirche und entwickelten ihren eigenen authentischen Ritus, der durch die spätere Gemeinschaft mit dem Katholikos der „Apostolischen Kirche des Ostens“ in Seleukia-Ktesiphon syrisch-chaldäisch wurde (→ Assyrische Kirche des Ostens).
Seit dem achten Jahrhundert hatten die Thomaschristen Indiens ihren eigenen Metropoliten, der in der Rangfolge der syro-chaldäischen Kirche an zehnter Stelle stand. Da die Metropoliten von der Mutterkirche nach Indien entsandt wurden und die Landessprache nicht oder kaum beherrschten, wirkten sie faktisch nur als eine Art „Weihbischof“. Die tatsächliche Kirchenleitung oblag bis zum Eintreffen der Portugiesen dem „Archidiakon von Indien“, einem einheimischen Priester aus Malabar.

### Die Knananiten
Etwa um die Mitte des 4. Jahrhunderts zogen 72 Familien chaldäischer Judenchristen mit ihrem Führer, dem reichen Kaufmann Thomas von Kinayi (Kana) von ihrer Heimat Kana in Galiläa südwärts nach Malabar. Durch sie und ihre Bischöfe, die dem ostsyrischen (chaldäischen) Ritus folgten, kamen die Thomaschristen in Kontakt mit der chaldäischen Kirche.
Cheraman Perumal, der Herrscher von Malabar, nahm die Zugewanderten freundlich auf und gewährte ihnen das Recht, sich in Kodungallur niederzulassen. Später erhielten sie fürstliche Privilegien, die auf Kupfertafeln festgehalten wurden. Da sie sich am Südufer des Flusses Periyar niederließen, wurden sie auch Südchristen („Southists“) genannt, während die einheimischen Christen, die am Nordufer lebten, als Nordchristen („Northists“) bezeichnet werden. Diese Unterscheidung in Nord- und Südchristen existiert heute noch. Die in ihrer eigenen exklusiven Eparchie Kottayam lebenden Südchristen, die sich seit etwa 1990 Knananiten nennen, bilden eine streng endogame Gruppierung innerhalb der syro-malabarischen Kirche.
Es gibt heute in Indien ca. 300.000 knananitische Christen; 200.000 gehören zur syro-malabarischen Kirche, 100.000 zur syrisch-orthodoxen Kirche. In beiden Kirchen bilden die Knananiten eine streng endogame ethnische Gruppierung mit eigenen Bischöfen und eigenem Klerus. Diese Endogamie geht so weit, dass ein syro-malabarischer Knananite zwar eine orthodoxe Knananitin heiraten darf, aber niemals eine nicht-knananitische Angehörige der eigenen syro-malabarischen Kirche. Um ihre ethnische Gruppierung rein zu halten, missionieren und evangelisieren die Knanatiten auch nicht – obwohl das eigentlich dem christlichen Missionsauftrag widerspricht. Es ist auch nicht möglich, durch Konversion oder Beitritt Mitglied ihrer Gemeinschaft zu werden.
Am 29. August 1911 wurde das apostolische Vikariat Kottayam, in dem die Knananiten leben, von Pius X. mit dem apostolischen Schreiben In Universi Christiani als exklusives Vikariat für die Knananiten wiedererrichtet, nachdem es 1896 im Vikariat Changanassery unter einem knananitischen Bischof aufgegangen war, und am 21. Dezember 1923 durch Pius XI. zur Eparchie (Diözese) erhoben. Am 9. Mai 2005 wurde die Eparchie Kottayam zur Erzdiözese erhoben.

### Fremdbestimmung durch portugiesische Eroberer
Als Mitte des 16. Jahrhunderts der jesuitische Missionar Francisco de Xavier (1506–1552) auf den Spuren der nach neuen Handelswegen suchenden Portugiesen nach Indien kam, fand er zu seiner großen Überraschung dort eine christliche Gemeinde vor. Obwohl die Portugiesen sehr erfreut waren, Christen in Indien vorzufinden, und von den Thomaschristen als Brüder begrüßt wurden, begann nun die Jahrhunderte währende Zeit der Fremdbestimmung und der gewaltsamen Latinisierung, in deren Folge die indische Kirche sich in mehrere Gruppen aufspaltete.
Die Portugiesen errichteten ab 1534 in Indien eine eigene römisch-katholische Kirchenorganisation, die auch Missionstätigkeit unter den einheimischen Nichtchristen entfaltete. Die neuen Diözesen unterstanden dem Padroado der portugiesischen Krone und nicht direkt dem Papst in Rom. 1558 wurde Goa Erzbistum mit Cochin in Malabar als Suffraganbistum. Nach der kirchenrechtlichen Regel, dass nicht zwei Bischöfe nebeneinander auf demselben Territorium amtieren dürfen, wurden die Rechte der ostkirchlichen Hierarchie eingeschränkt. Bald folgten Bestrebungen, die einheimische Kirche der Thomaschristen nach abendländischem Muster zu „reformieren“ und organisatorisch unter europäische Hoheit zu bringen. Dabei schreckten die Portugiesen vor der Nutzung auch fragwürdiger Mittel nicht zurück.
Nach dem Tod des letzten chaldäisch-katholischen Erzbischofs von Angamaly, Mar Abraham † 1597, ernannte Rom 1599 Francis Roz SJ zu Abrahams Nachfolger in Angamaly, das am 20. Dezember 1599 zum Bistum zurückgestuft sowie Goa und dann auch dem Padroado unterstellt wurde. F. Roz verlagerte Sitz und Titel seines Bischofssitzes nach 1609 nach Cranganore, das in der Folge wie ein gewöhnlicher römisch-katholischer Bischofssitz behandelt wurde.
Legitimiert durch das Padroado-System und mit militärischer Gewalt, die auch vor Bischofsentführungen und Seeblockaden nicht Halt machte, begannen die portugiesischen Kolonisatoren die Thomaschristen unter römische, d. h. portugiesische, Hoheit zu bringen. Als der letzte vom Patriarchen der syrisch-chaldäischen Ostkirche eingesetzte Bischof, Mar Abraham, 1597 starb, verstärkte sich der portugiesische Griff nach Malabar. Der lateinische Erzbischof von Goa, Dom Menezes (Amtszeit 1595–1610), der in Stellvertretung des portugiesischen Vizekönigs auch politischer Machthaber war, wies eine Ermächtigung Papst Clemens VIII. vor, 'übernahm' die Thomaskirche, setzte einen Apostolischen Vikar ein und unterstellte sie gewaltsam der lateinischen Hierarchie (→ Synode von Diamper, 20. Juni 1599).
In den folgenden Jahrhunderten wurden nur noch von Rom oder Goa ernannte ausländische, meist jesuitische, Bischöfe eingesetzt, die sich wenig um die lokalen Traditionen scherten. Die Padroado-Missionare ließen nicht zu, dass noch einmal ein syrisch-chaldäischer Bischof indischen Boden betrat.

### Aufspaltung und Wiedervereinigung mit Rom
Die Unterstellung der Thomaschristen unter die Oberherrschaft des Vatikans, die in einer weitgehenden Latinisierung und der Geringschätzung ihrer ostkirchlichen Traditionen zum Ausdruck kam, führte schließlich zu einem Bruch mit Rom. Mit dem Schwur vom Schiefen Kreuz (Coonan Cross) gelobte 1653 eine Gruppe von Thomaschristen um den Archidiakon Thomas Palakomatta in Mattancherry bei Cochin, nie wieder einen portugiesischen Bischof über sich zu dulden. Zwölf Priester weihten in einer „Notbischofsweihe“ den Archidiakon Thomas Palakomatta als Mar Thomas I. zum Erzbischof. Die Mehrheit der Thomaschristen schloss sich dem neuen Metropoliten an und verließ den lateinischen Erzbischof. Der Schwur vom Schiefen Kreuz ist der Beginn der Spaltung der indischen Christen in verschiedene Gruppen und Kirchen, die bis heute besteht. Ein großer Teil der Thomaschristen kehrte 1662, nachdem Papst Alexander VII. italienische Karmeliten zur Versöhnung entsandt hatte, wieder zur römischen Kirche zurück und wurde zur heutigen syro-malabarischen katholischen Kirche. Die Diözese Cranganore (vormals Angamaly) wurde unter meist lateinischen Apostolischen Vikaren der Jurisdiktion der Kongregation De Propaganda Fide unterstellt; 1917 wechselte die Zuständigkeit zur neu gegründeten Kongregation für die Ostkirchen. 1896 erhielten die Malabaren durch Papst Leo XIII. einheimische Bischöfe. 1923 wurde die ordentliche syro-malabarische Hierarchie errichtet mit Erzbischof Augustine Kandathil als Metropolit.
Die im Schisma mit Rom verbliebenen Christen schlossen sich 1665 dem Syrisch-orthodoxen Patriarchat von Antiochien an und übernahmen die westsyrische Liturgie. Zwei Bischöfe dieser syrisch-orthodoxen Thomaschristen, Mar Ivanios und Mar Theophilos, wechselten 1930 mit ihren Anhängern zur römisch-katholischen Kirche. Zwei weitere Bischöfe folgten. Diese Gruppe bildet die heutige syro-malankarische Kirche.

## Organisation und Struktur
Die syro-malabarische Kirche ist eine „Kirche eigenen Rechts“ (ecclesia sui iuris). An ihrer Spitze standen bis 1992 gleichberechtigt die beiden Erzbischöfe von Ernakulam und Changanacherry. Seit 1993 steht der Großerzbischof von Ernakulam-Angamaly der Kirche vor. Sie hat im Bundesstaat Kerala fünf Erzdiözesen und zehn Diözesen, außerdem noch dreizehn Diözesen außerhalb Keralas, von denen eine im März 2001 in Nordamerika (St. Thomas of Chicago) und eine im Dezember 2018 in Kanada (Mississauga) als einzige Diözesen außerhalb Indiens errichtet wurden. Es gibt acht syro-malabarische Missionskirchen in den USA.
Der Großerzbischof hat über die Eparchien (Diözesen) außerhalb seines eigenen Gebietes nur eine sehr eingeschränkte Leitungsgewalt. Sie sind den benachbarten lateinischen Metropolien zugeordnet; nur die Eparchie Chicago untersteht direkt dem Heiligen Stuhl. Ihre Bischöfe sind ordentliche Mitglieder der syro-malabarischen Bischofssynode, obwohl deren Beschlüsse – außer denen zu liturgischen Themen – für sie nicht bindend sind.
In den Diözesen und Erzdiözesen des eigenen Gebietes und den Eparchien Kalyan und St. Thomas in Chicago hat der Bischof nur die Leitungsgewalt über die syro-malabarischen Christen, während die Bischöfe der übrigen Diözesen die volle Leitungsgewalt über alle Katholiken haben, gleich welchem Ritus sie zugehören.
Bei der Verleihung des Titels eines Großerzbistums an die syromalabarische Glaubensgemeinschaft im Jahr 1992 hatte der Heilige Stuhl sich des Recht auf die Jurisdiktion bezüglich der Liturgie und der Ernennung der Bischöfe vorbehalten. Nachdem die Jurisdiktion im Bereich der Liturgie bereits 1998 an die syro-malabarische Kirche übertragen worden war, verkündete der Präfekt der päpstlichen Kongregation für die Ostkirchen, Kardinal Ignatius Moussa I. Daoud, dem syro-malabarischen Großerzbischof am Rande der Versammlung der indischen Bischöfe in Thrissur (Bundesstaat Kerala) im Januar 2004, dass die Synode der syro-malabarischen Bischöfe zukünftig auch autonom über die Ernennung der eigenen Bischöfe und die Errichtung und Auflösung von Eparchien (Diözesen) im eigenen Territorium entscheiden können wird.
Damit wird der Synode von nun an mit einer mehrheitlichen Abstimmung über liturgische Fragen und die Auswahl der Bischöfe nach angemessener Bewertung unter verschiedenen Kandidaten für das Bischofsamt entscheiden. Die Namen der Bischöfe werden dann dem Papst zur Billigung unterbreitet.
Was die territoriale Jurisdiktion in Indien anbelangt, hat sich die Kongregation das Recht auf die Errichtung neuer Diözesen außerhalb des Bundesstaates Kerala vorbehalten. Dies soll dem Schutz der Beziehungen zwischen den drei verschiedenen in Indien existierenden Riten (lateinischer Ritus, syro-malabarischer Ritus und syro-malankarischer Ritus) dienen.

### Organisationsschema
(in Klammern das Jahr der Errichtung)
- Metropolie Ernakulam-Angamaly (1896) mit den Eparchien:
  - Kothamangalam (1956)
  - Idukki (2003)
- Metropolie Changanasserry (1896) mit den Eparchien:
  - Kanjirapally (1977)
  - Palai (1950)
  - Thuckalay (1996)
- Metropolie Kottayam (1911, Erzbistum 2005)
- Metropolie Thalassery (1953) mit den Eparchien:
  - Belthangady (1999)
  - Bhadravathi (2007)
  - Mananthavady (1973)
  - Mandya (2010)
  - Thamarasserry (1986)
- Metropolie Trissur (1887) mit den Eparchien
  - Irinjalakuda (1978)
  - Palghat (1973)
  - Ramanathapuram (2010)
- indische Eparchien außerhalb Keralas, die verschiedenen lateinischen Metropolien zugeordnet sind:
  - Adilabad (Telangana, 1999)
  - Bijnor (Uttar Pradesh, 1972)
  - Chanda (Maharashtra, 1962)
  - Gorakhpur (Uttar Pradesh, 1984)
  - Jagdalpur (Chhattisgarh, 1972)
  - Kalyan (Maharashtra, 1988)
  - Rajkot (Gujarat, 1977)
  - Sagar (Madhya Pradesh, 1968)
  - Satna (Madhya Pradesh, 1968)
  - Ujjain (Madhya Pradesh, 1968)
- exemte Eparchien:
  - Chicago, USA (2001)
  - Faridabad, Haryana/Indien (2012)
  - Hosur, Tamil Nadu/Indien (2017)
  - Melbourne, Australien (2014)
  - Mississauga, Kanada (2018)
  - Preston, Großbritannien (2016)
  - Shamshabad, Telangana/Indien (2017)

### Gerichtsbarkeit
Die allgemeinen Gerichte der Syro-malabarischen Kirche umfassen:
- Eparchial tribunals (als allgemeine Eingangsinstanz)
- Metropolitan tribunals (als allgemeine Eingangsinstanz und zweite Instanz für die Eparchialgerichte)
- das Major Archiepiscopal Ordinary Tribunal (als zweite und dritte Instanz sowie Eingangsinstanz in bestimmten Fällen)[2]
- das Synodal Tribunal sowie die Bischofssynode insgesamt als Superior Tribunal (in Fällen, an denen Eparchien oder Bischöfe beteiligt sind)[3]

Daneben gibt es in den Eparchien Administrative tribunals zur Entscheidung in Angelegenheiten der Kirchengemeindeversammlung (Palliyogam, vgl. 295  CCEO); zweite Instanz ist insofern der Bischof.

## Statistik
Die syro-malabarische Kirche hat weltweit etwa 4,3 Millionen Mitglieder in ca. 2.900 Gemeinden, 30 Eparchien und fünf Erzeparchien. Ihr gehören ca. 8.000 Priester, davon 3.600 Ordenspriester an. Es gibt 39 Institute geweihten Lebens und Gesellschaften apostolischen Lebens syro-malabarischen Ursprungs für Männer und neun für Frauen, mit über 39.000 Mitgliedern (33.363 Frauen, 5.659 Männer); außerdem ca. 2.200 Seminaristen in 45 Seminaren.

## Der syromalabarische Ritus
Der syromalabarische Ritus gehört neben dem syromalankarischen und dem römischen Ritus zu den drei Riten der katholischen Kirche Indiens. Er gehört der chaldäischen Ritusfamilie an und ist tief in der indischen Kultur verwurzelt, was sich zum Beispiel bei der Eheschließung, der Krankensalbung und den mit der Geburt und dem Tod verbundenen Riten sowie der Architektur der Kirchen zeigt. Die syro-malabarische Kirche hat einen besonders reichen Ritus mit Gesten und Bräuchen bewahrt, zu der auch folkloristische Tänze gehören („Magram Kali“), die die Evangelisierungsgeschichte darstellen.
Im Jahre 1934 initiierte Papst Pius XI. einen Prozess, der die inzwischen weitgehend latinisierten Riten wieder zu ihren orientalischen Ursprüngen zurückführen sollte. Eine aus den ursprünglichen syrischen Quellen wiederhergestellte Liturgie wurde von Pius XII. 1957 bestätigt und 1962 eingeführt. Obwohl die Grundzüge dieser Liturgiereform von der päpstlichen Kongregation für die Ostkirchen 1985 noch einmal bestätigt wurden, gibt es bis heute große Widerstände dagegen. Die meisten syro-malabarischen Diözesen vollziehen einen Ritus, der für Außenstehende kaum vom römischen zu unterscheiden ist. 1996 nahm Papst Johannes Paul II. an der Eröffnungsveranstaltung einer Bischofssynode teil, die zu dem Zweck einberufen wurde, die jahrzehntelangen Streitigkeiten zwischen den „römischen“ und den „orientalischen“ Fraktionen der syro-malabarischen Kirche endlich zu überwinden. Seit 1998 haben die syro-malabarischen Bischöfe die volle Autorität in allen Fragen der Liturgie und der Riten.
Bis 1962 wurde in der Liturgie ausschließlich der östliche Dialekt der Syrischen Sprache (Swadaya) verwendet, weshalb die Kirche als „syrische“ Kirche bezeichnet wird. Die bis in die Mitte des 19. Jahrhunderts mündlich und in Manuskripten überlieferten Liedtexte werden seither in gedruckter Form verbreitet. Nach 1962 wurde die Heilige Messe zunehmend regelmäßig, heute gewöhnlich in Malayalam, der Landessprache des Bundesstaates Kerala, gefeiert. Syrischsprachige Lieder in Strophen und mit festgelegten Melodien werden noch von Chören gesungen, die traditionsgemäß nur aus Männern bestehen.

## Theologie
Eine der Besonderheiten der syro-malabarischen Theologie ist die große Bedeutung heiliger Orte und Räume. Die Altarweihe gilt – im Unterschied zur römisch-katholischen Theologie – nicht als ein Sakramentale, sondern als ein Sakrament, da der geweihte Altar nach syromalabarischem Verständnis ein geistdurchwirkter Ort und der „Thron der Dreifaltigkeit“ ist.

## Bedeutung
Die syro-malabarische Kirche ist nicht nur – nach der ukrainischen Kirche – die zweitgrößte der 21 mit Rom unierten ost-katholischen Kirchen, sie ist auch eine der aktivsten und vitalsten katholischen Kirchen weltweit.
Ein besonderes Kennzeichen dieser Kirche sind die zahlreichen Priester- und Ordensberufungen: über 6.000 Diözesanpriester, 30.000 Schwestern und tausende Ordenspriester und Laienbrüder stammen aus der syro-malabarischen Kirche und sind in Diözesen und Kongregationen des lateinischen Ritus tätig, so dass rund 70 % aller Priester (Welt- und Ordenspriester) und Schwestern in Indien (mit 17 Millionen Christen bei rund 1 Milliarde Einwohner) ursprünglich dieser Kirche angehören.
Die Kirche unterhält mehrere hundert Schulen und Hochschulen, über tausend Kindergärten und einige hundert Ausbildungs- und Weiterbildungszentren.

## Ordinarien von Ernakulam

### Apostolische Vikare von Ernakulam
- 11. August 1896–1919 Mar Aloysius Pazheparambil (1847–1919)
- 8. Dezember 1919–1923 Mar Augustine Kandathil (1874–1956)

### Erzbischöfe von Ernakulam
- 21. Dezember 1923–1956 Mar Augustine Kandathil (1874–1956)
- 20. Juli 1956–1984 Mar Joseph Kardinal Parecattil (1912–1987)
- 23. April 1985–1992 Mar Antony Kardinal Padiyara (1921–2000)

### Großerzbischöfe von Ernakulam-Angamaly
- 16. Dezember 1992–1996 Mar Antony Kardinal Padiyara (1921–2000)
- 11. November 1996–1999 vakant
- 23. Dezember 1999–2011 Mar Varkey Kardinal Vithayathil, CSsR
- 25. Mai 2011–7. Dezember 2023 Mar George Kardinal Alencherry
- seit 9. Januar 2024 Mar Raphael Thattil[8]